# Polynema latissimum
Polynema latissimum är en stekelart som beskrevs av Soyka 1956. Polynema latissimum ingår i släktet Polynema och familjen dvärgsteklar. Inga underarter finns listade i Catalogue of Life.